# La Mort en sursis (film, 1976)
Pour les articles homonymes, voir La Mort en sursis.
Série Poubelle
L'exécuteur vous salue bien
(1977)
Pour plus de détails, voir Fiche technique et Distribution.
La Mort en sursis, ou Le Clan des pourris, ou Le truand sort de sa planque (titre original : Il trucido e lo sbirro) est un poliziottesco italien réalisé par Umberto Lenzi, sorti en 1976.
Avec ce film naît le personnage de Poubelle (er Monezza), petit voleur sympathique, fils d'un voleur et d'une prostituée. Le film est donc un mélange entre le genre policier et le genre de la comédie, même s'il tend à se rapprocher plus du genre policier : il a été interdit aux moins de 14 ans en Italie.

## Synopsis
Le commissaire Sarti fait évader Poubelle, petit voleur, avec l'intention de se faire aider pour retrouver Brescianelli, un dangereux mafieux qui a enlevé une jeune fille gravement malade. En plus d'être en fuite, Brescianelli a également changé de visage avec une opération de chirurgie faciale.
Avec une première réticence, Poubelle décide de collaborer avec la justice et appelle 3 de ses amis voleurs (Le Calabrais, le Cynique et Vallelunga) pour l'aider.

## Fiche technique
Sauf indication contraire, les informations mentionnées dans cette section peuvent être confirmées par la base de données cinématographiques IMDb,  présente dans la section « Liens externes ».
- Titre original : Il trucido e lo sbirro (litt. « Le tueur et le flic »)
- Titres français : La mort en sursis ; Le truand sort de sa planque ; Le cave sort de sa planque ; Le clan des pourris[1]
- Réalisation : Umberto Lenzi
- Scénario : Dardano Sacchetti, Umberto Lenzi
- Production : Claudio Mancini, Ugo Tucci
- Musique : Bruno Canfora
- Photographie : Sebastiano Celeste, Luigi Kuveiller
- Montage : Eugenio Alabiso
- Décors : Enrico Fantacci
- Maquillage : Franco Di Girolamo
- Cascades : Riccardo Petrazzi
- Pays de production :  Italie
- Langue : italien
- Format : Couleur - 2,35:1 - Mono - 35mm
- Genre : poliziottesco
- Durée : 95 minutes
- Dates de sortie :
  - Italie : 27 août 1976
  - France : 18 novembre 1977[1]
- Classification :
  - Italie : Interdit aux moins de 14 ans

## Distribution
- Tomas Milian : Sergio Marazzi alias Poubelle (er Monnezza)
- Henry Silva : Brescianelli
- Claudio Cassinelli : commissaire Antonio Sarti
- Biagio Pelligra : le Calabrais
- Claudio Undari : Mario le Cynique
- Ernesto Colli : Roscetto
- Renato Mori : Commissaire Franchini
- Nicoletta Machiavelli : Mara
- Tano Cimarosa : Cravatta
- Sara Franchetti : la prostituée
- Giuseppe Castellano : Vallelunga
- Massimo Bonetti : le voleur à la tire
- Dana Ghia : Clara
- Salvatore Billa : le second voleur à la tire
- Nello Pazzafini : le complice de Lanza

## Accueil
Le film rapporta environ 509 millions de lires en 603 jours de programmation, arrivant à la 34e place au box office de 1976 en Italie.